# لوكاس كانيزاريس
لوكاس كانيزاريس كونشيلو (مواليد 10 مايو 2002) هو لاعب كرة قدم اسباني، يلعب في مركز حراسة المرمي مع نادي فارنزي في الدوري البرتغالي الممتاز.

## الإنجازات
ريال مدريد
- كأس العالم للأندية: 2022[2]
- دوري أبطال أوروبا: 2023–24[3]

## وصلات خارجية
لم يتم العثور على روابط لمواقع التواصل الاجتماعي.

- لوكاس كانيزاريس على موقع الاتحاد الأوربي (الإنجليزية)
- لوكاس كانيزاريس على موقع قاعدة بيانات كرة القدم.إي يو (الإنجليزية)
- لوكاس كانيزاريس على موقع Soccerway.com (الإنجليزية)